# Dolgui (Kursk)
|  | Per a altres significats, vegeu «Dolgui». |

Dolgui (en rus: Долгий) és un poble (un possiólok) de l'óblast de Kursk, a Rússia, segons el cens del 2010 tenia 136 habitants.